# 悪魔のトリル

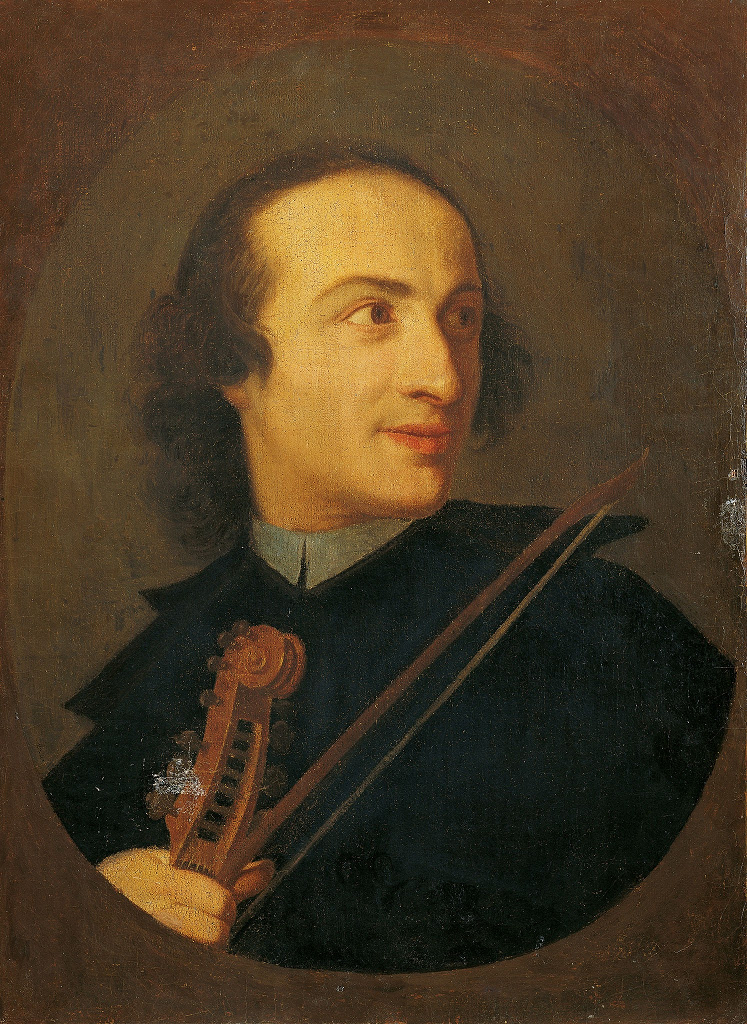
タルティーニの肖像画

ヴァイオリンソナタ ト短調『悪魔のトリル』（あくまのトリル、伊: Il trillo del diavolo 英: Devil's Trill Sonata）は、ジュゼッペ・タルティーニが作曲したヴァイオリンと通奏低音のためのソナタで、彼の作品の中で最も有名な傑作である。タルティーニの夢の中で悪魔が出てきてヴァイオリンを弾き、その美しさに目が覚めてからすぐ書き取ったという伝説があることから「悪魔のトリル」と呼ばれるようになった。

## 概要
前述の伝説から1713年頃の作とされてきたが、近年の作風研究から実際には1740年代後半以降の作とみなされている。
バロック期の作品ながら、今日のヴァイオリン演奏技術を以ってしても演奏至難な曲であり、ヴァイオリニストの必須のレパートリーでもある。

## 楽曲構成
第1楽章 Larghetto Affettuoso
12/8拍子のシチリアーノ風の哀愁を帯びた楽章で、二部形式で書かれている。調性はト短調から平行長調である変ロ長調へと転調した後、再びト短調へと戻るという、バロック期の二部形式の楽曲によく見られた調性変化である。
第2楽章 Allegro
2/4拍子の快活な楽章であり、前楽章と同じく二部形式で書かれている。ヴィオッティのヴァイオリン協奏曲第22番にみられるような4つの十六分音符の中の第一音と第三音にトリルをかけるという手法が早くもとられている。調性は大まかに言えば前楽章と同じだが、ニ短調やハ短調も出現する。第1楽章が歌謡風なのにくらべて、この楽章では音楽的・技巧的な動きが一貫している。
第3楽章 Grave-Allegro assai-Grave-Allegro assai-Grave-Allegro assai-Cadenza-Adagio
4/4拍子の緩やかなグラーヴェと2/4拍子の快活で情熱的なアレグロ・アッサイが交互に演奏される。各アレグロ・アッサイの中（計3回）に曲のタイトルにもなっている悪魔のトリル（Trillo del diavolo）があり、約18小節にわたり、全曲中最も演奏至難。二重音式に書かれており高音部がトリルを奏し続けている下でもう一本の旋律が独立して動く。また、カデンツァはモダン・ヴァイオリンで奏する場合フリッツ・クライスラー版が最も多く使われる。ただしバロック・ヴァイオリンで奏する場合は奏者の即興演奏に任せたり、あるいはカデンツァ自体を省略することが多い。最後の4小節のAdagioのうち後半2小節はもっぱら1オクターヴ上げて演奏される（バロック期の作品によく施される処置である）。調性はト短調-ニ短調-ト短調が大まかな変化だが、途中に様々な調が出現している。最後のコーダは聴く者に衝撃的な印象を強く与える。アダージョとなり、ヴァイオリンが叫び声ともいえる悲痛な叫びを上げ、重圧なト短調の和音の進行で支えられながら劇的で悲劇的な幕を力強く閉じる。

## 関連作品
- 仮面ライダーBLACK　第8話「悪魔のトリル」　作中で悪魔のトリルの逸話が紹介される。
- 探偵学園Q　「幻奏館殺人事件」　悪魔のトリルが関係者の一人の得意な曲として登場し、事件に深く関わっている。